# Colin Renfrew
Andrew Colin Renfrew, baron Renfrew of Kaimsthorn (25. července 1937, Stockton-on-Tees – 24. listopadu 2024, Cambridge) byl anglický archeolog a paleolingvista známý svou prací v oblasti radiokarbonového datování, prehistorie jazyků, archeogenetiky, neuroarcheologie a prevence rabování na archeologických nalezištích. Byl profesorem archeologie na univerzitě v Cambridgi a ředitelem McDonaldova institutu pro archeologický výzkum. V Cambridgi (na St John's College) také vystudoval, a to přírodní vědy, archeologii a antropologii. Absolvoval v roce 1962. Vedl vykopávky především v Řecku, zejm. z dob Kykladské civilizace. Velký vliv si získali jeho teorie o praindoevropštině. Úzce spolupracoval s Američanem Lewisem Binfordem. V roce 1980 byl zvolen do Britské akademie. Byl členem Konzervativní strany, od roku 1991 až do roku 2021 byl za ni členem Sněmovny lordů.

## Dílo
V roce 1973 publikoval knihu Before Civilisation: The Radiocarbon Revolution and Prehistoric Europe, ve které zpochybnil tradiční tezi, že prehistorické kulturní inovace vznikly na Blízkém východě a poté se rozšířily do Evropy. V roce 1987 vydal knihu Archaeology and Language: The Puzzle of the Indo-European Origins, v níž rozvinul tzv. anatolskou hypotézu, podle které se praindoevropština, předek všech indoevropských jazyků, vyvinula přibližně před 9000 lety v Anatolii (Malé Asii) a rozšířila se odtud po celém Středomoří a pak i do střední a severní Evropy. Tato hypotéza je v rozporu s kurganovou hypotézou Marije Gimbutasové, která tvrdí, že praindoevropština vznikla pontsko-kaspické stepi přibližně před 6000 lety. V roce 1996 Renfrew formuloval tzv. paradox inteligence, který lze formulovat jako otázku "proč byla tak dlouhá mezera mezi vznikem geneticky a anatomicky moderních lidí a vývojem komplexního chování?"